# مصباح رمضان
مصباح رمضان هو محمد مصباح رَمَضَان البيروتي: شاعر، اشتهر بشعر الهجاء والمجون، والنكتة في أشعاره، نشأ وولد في بيروت عام 1851م، من أسرة يقال أنها من أصل تركي، سافر إلى حيفا في أواخر أيامه فتوفي ودفن بها.

## مناصب تقلدها[1]
- كاتب جمرك ومفتش بلدية.
- وكيل قائم مقام في (صور)
- مديرا للجمرك في (صيدا)